# Апостольская префектура Синьцзян-Урумчи
 Апостольская префектура Синьцзян-Урумчи (лат. Praefectura Apostolica Sinkiangensis) — апостольская префектура Римско-Католической церкви с центром в городе Урумчи, Китай. Апостольская префектура Синьцзян-Урумчи распространяет свою юрисдикцию на территорию Синьцзян-Уйгурского автономного района. Апостольская префектура Синьцзян-Урумчи подчиняется непосредственно Святому Престолу. Кафедральным собором апостольской префектуры Синьцзян-Урумчи является Церковь Непорочного Зачатия Пресвятой Девы Марии.

## История
14 февраля 1930 года Римский папа Пий XI выпустил бреве Decet Romanum Pontificem, которой учредил миссию Sui iuris Синьцзяна, выделив её из апостольского викариата (сегодня — Архиепархия Ланьчжоу).
21 мая 1938 года миссия sui iuris Синьцзяна была преобразована в апостольскую префектуру.
В 1980 году в Урумчи был построен кафедральный собор Непорочного Зачатия Пресвятой Девы Марии.
В 1991 году Ватикан назначил епископом апостольской префектуры Сиьнцзян-Урумчи священника Павла Се Тинчжэ, рукоположение которого не было признано китайскими властями.

## Ординарии апостольской префектуры
- епископ Ferdinando Loy (20.11.1931 — 23.06.1969);
  - Sede vacante (1969—1991);
- епископ Павел Се Тинчжэ (с 1991 — по настоящее время).

## Источник
- Annuario Pontificio, Libreria Editrice Vaticana, Città del Vaticano, 2003, ISBN 88-209-7422-3
- Breve Decet Romanum Pontificem, AAS 22 (1930), стр. 478  (лат.)